# Clarac (Alta Garonna)
Clarac è un comune francese di 589 abitanti situato nel dipartimento dell'Alta Garonna nella regione dell'Occitania.

## Società

### Evoluzione demografica
Abitanti censiti